# Lizarda
Lizarda é um município brasileiro do estado do Tocantins.

## Etimologia
A denominação "Lizarda" para este município seria uma homenagem à Lizarda Maria de Freitas (a "Dona Lizarda"), descendente do proprietário da Fazenda Boa Sorte, ainda durante o Primeiro Reinado no período do Brasil Império.
Pertencente a uma família de proprietários rurais do local e já idosa, a Dona Lizarda ficou conhecida na história do município pelo fato de ter determinado a construção do primeiro templo católico no local: a  Capela de Nossa Senhora da Conceição, construída sobre o seu túmulo.

## História
Até a década de 1950, a história do município de Lizarda se confunde com a evolução histórica do município de Pedro Afonso. Contudo, a ocupação humana contemporânea no espaço que viria a formar o futuro município de Lizarda tem raízes no século XIX, principalmente na década de 1840, com o estabelecimento de latifúndios na região, como foi o caso da Fazenda Boa Sorte implantada pelo latifundiário José Benedito da Silva que, vindo da província do Piauí, acabou por se estabelecer em 1842 por estas terras.
A população agrária que habitava o interior da Fazenda Boa Sorte acabou formando um núcleo populacional inicialmente conhecido como povoado da Boa Sorte, vindo a conservar esse nome até à sua elevação à condição de vila. Posteriormente, o Governo Estadual de Goiás realizou um planejamento territorial no qual a vila de Boa Sorte mudou de nome para Perotaba.
Em 1937 foi construída a Capela de Nossa Senhora da Conceição, principal construção erguida até então naquela época na vila de Perotaba sob o patrocínio da proprietária rural Lizarda Maria de Freitas e de seus herdeiros e executada pelo pedreiro José Pinto.
Na década de 1940, a vila de Perotaba teve sua denominação modificada para Lizarda por meio do Decreto Estadual n° 8.305, de 1943, mudança que teria ocorrido em razão da resistência de moradores locais ao nome dado pelo governo estadual de Goiás.
A emancipação política de Lizarda ocorreu na década de 1950 com o seu desmembramento do município de Pedro Afonso, por meio de da Lei n° 891, de 11 de novembro de 1953, ato do Estado de Goiás que elevou o distrito de Lizarda ao status de cidade. Teriam sido nomeados como prefeito durante esse período: Leônidas de Sousa Brito, que teria sido o primeiro prefeito segundo os dados históricos da Prefeitura Municipal de Lizarda, e Antoninho Medeiro, de acordo com a educadora Leila Curcino Alves.
Em 1º de janeiro de 1954 foi instalado o Município de Lizarda compreendendo um território entre a margem direita do rio Tocantins e a divisa com o estado do Maranhão que elegeu o fazendeiro Domervile ou Demervile Alves Bezerra, nascido na Fazenda Boa Esperança.
Após a emancipação política de Lizarda, no ano de 1957 foram construídos os primeiros trechos rodoviários que davam acesso à cidade de Lizarda a outras cidades do Norte de Goiás.
No ano de 1960, Demervile A. Bezerra, estimulou a instalação de um núcleo populacional na confluência dos rios Perdido (chamado na época de rio Santa Maria) e do Sono ao construir uma pista de pouso e um grupo escolar, tendo designado a normalista Djanira Holanda Lopes como primeira professora dessa escola rural. O referido povoado passou a ser conhecido como Barra do Rio e daria origem à sede do futuro município de Rio Sono.
A despeito dessas obras, o investimento educacional ainda era incipiente neste período inicial do município como se observa de dados contidos no censo demográfico realizado no mesmo ano de 1960, no qual se verificou que poucos habitantes do município sabiam ler e escrever naquela época, pois considerando que a população total era de 6.324, menos de um terço dos habitantes locais era alfabetizados (aproximadamente 2.000 pessoas), enquanto que mais de dois terços da população lizardense ainda era analfabeta.
Em meados da década de 1960, já durante a Ditadura Militar de 1964, ocorreram disputas entre o prefeito Demervile A. Bezerra, que continuava há mais de uma década na chefia do Poder Executivo local, e grupos políticos locais opositores situados na cidade de Lizarda que fizeram com que o então prefeito municipal articulasse com as autoridades estaduais goianas a aprovação da Lei Estadual nº 5.752, de 4 de março de 1965, que transferiu a sede do Município de Lizarda para a vila de Rio Sono, ainda que tivesse permanecida a denominação de Lizarda.
Este fato de mudança da sede municipal acirrou as disputas políticas locais, o que provavelmente teria contribuído para a saída de Demervile A. Bezerra e de seu grupo da chefia do Executivo, visto que em quinze de novembro de 1965, foi eleito o também fazendeiro Antônio Luiz de Sousa Lustosa como prefeito municipal de Lizarda. Antônio Lustosa desfez a articulação feita pelo antecessor, ao promover o retorno da sede do município para a cidade de Lizarda.
Em 15 de novembro de 1969, ocorreram novas eleições municipais que resultaram na eleição do latifundiário Altamir Alves Bezerra, filho de Demervile A. Bezerra e filiado à Aliança Renovadora Nacional (ARENA), como prefeito municipal de Lizarda. Reproduzindo as disputas políticas daquela década, Altamir A. Bezerra passou a centralizar as atividades administrativas da Prefeitura no povoado de Rio Sono, inclusive implantando equipamentos de infraestrutura urbana para a população como um posto de saúde e um gabinete odontológico, ainda que mantivesse formalmente a sede do município na cidade de Lizarda.
Em 1973, o também fazendeiro Salomão Neres de Moura, filiado à ARENA, veio a ser eleito Prefeito de Lizarda e governou o município até 1977, vindo a construir alguns equipamentos de infra-estrutura no local, como a implantação da iluminação pública e a construção do mercado municipal.
O arenista Altamir A. Bezerra foi eleito prefeito municipal de Lizarda durante as eleições municipais de 1977, mandato este em que, além de realizar obras de infra-estrutura e regularização fundiária na zona rural do município, ele articulou o plebiscito que resultou na emancipação política do distrito de Rio Sono que se tornou um novo ente municipal desmembrado de Lizarda. Futuramente, durante as eleições de 1988, esse político e fazendeiro seria eleito prefeito do novo município de Rio Sono.
Com o fim do bipartidarismo em 1979, as primeiras eleições municipais em Lizarda sob o pluripartidarismo e últimas da ditadura ocorreram em 1982, com três candidatos: José Alvino de Araújo Sousa (PDS, pela sublegenda PDS-1), Antônio Luiz de Sousa Lustosa (PDS, pela sublegenda PDS-2) e Adão Sousa Maciel (PMDB). Nestas eleições a chapa vencedora ao Poder Executivo local foi formada por Antônio L. S. Lustosa (PDS-2) que voltou a ser prefeito de Lizarda, ao ser eleito com 590 votos, tendo como vice-prefeito Neuton Cunha dos Reis (PDS-2), além de eleger uma câmara municipal formada por 7 vereadores, todos do partido do prefeito eleito.
Em reportagem da Folha de S.Paulo publicada em agosto de 1996 sobre o fato de um quinto dos prefeitos tocantinenses terem sido cassados ou estarem na fase final da tramitação de processos envolvendo desvio de dinheiro público, foi noticiado que João Paulo Barreira de Souza, prefeito lizardense eleito em 1992, foi condenado a devolver R$ 520 mil reais aos cofres públicos da Prefeitura Municipal de Lizarda.
Em 2008, Lizarda apareceu novamente na imprensa nacional após o Ministério Público Federal ajuizar uma ação de improbidade administrativa e dano ao erário público acusando o então prefeito municipal José Alvino de Araújo Sousa, gestor eleito em 1988, eleito em 2000 pelo PPB e reeleito em 2004, de envolvimento com a "Máfia" dos Sanguessugas, esquema de desvio de verbas públicas para a saúde desarticulado pela Polícia Federal em 2006. Esse prefeito lizardense acabaria sendo condenado pela Justiça Federal em 2011 após sentença emitida pelo juízo da 2ª Vara Federal em Palmas.
Em 2011, o prefeito Carlos Lustosa Neto, eleito para o Poder Executivo de Lizarda em 2008, foi afastado do cargo pelo Tribunal de Justiça do Tocantins por suspeita de corrupção e diversas irregularidades administrativas. Em 2019, ele e o secretário municipal de finanças acabaram sendo condenados pela Justiça estadual tocantinense a devolver aos cofres públicos o valor de R$ 886.208,83, à perda dos direitos políticos por cinco anos, à proibição de fechar contratos com o poder público e, ainda, a pagar multa.

## Geografia
De acordo com a divisão regional vigente desde 2017, instituída pelo IBGE, o município pertence às regiões geográficas intermediária e imediata de Palmas. Até então, com a vigência das divisões em microrregiões e mesorregiões, fazia parte da microrregião do Jalapão, que por sua vez estava incluída na Mesorregião Oriental do Tocantins.
O município de Lizarda possui 2.999 habitantes segundo os dados do último censo do IBGE, realizado em 2022, e se encontra localizado na região leste do estado do Tocantins, distante 272 km de Palmas, a capital estadual.
Lizarda está situada nas coordenadas geográficas 09º 35' 39" sul e 46º 40' 23" oeste. Ainda de acordo com o IBGE, a área de seu território municipal seria de 5.716,641. Sua altitude seria de 423 metros.
Os municípios vizinhos a Lizarda são respectivamente: Recursolândia ao norte;  Alto Parnaíba (MA) ao leste; Centenário ao noroeste; Novo Acordo ao sudoeste; São Félix do Tocantins ao sul; e Rio Sono ao oeste.

## Política e administração
Sendo um município do Brasil, Lizarda é administrada por dois poderes, o executivo e o legislativo, independentes e harmônicos entre si. O primeiro é representado pelo prefeito, auxiliado pelo seu gabinete de secretários e eleito pelo voto popular para um mandato de quatro anos, sendo permitida uma única reeleição para mais um mandato consecutivo, enquanto que o segundo é representado pela Câmara Municipal de Lizarda, órgão colegiado de representação dos munícipes que é composto por 9 vereadores também eleitos por sufrágio universal.
As atuais autoridades que ocupam cargos da organização político-administrativa de Lizarda são as seguintes (data: 22 de outubro de 2023):
- Prefeito: Marcello Lustosa do Amaral - REPUBLICANOS (2024/-)[22]
- Vice-prefeita: José Afonso Barreira de Carvalho - UNIÃO (2024/-)[22]
- Presidente da Câmara: Marizan - UNIÃO.

## Galeria de imagens

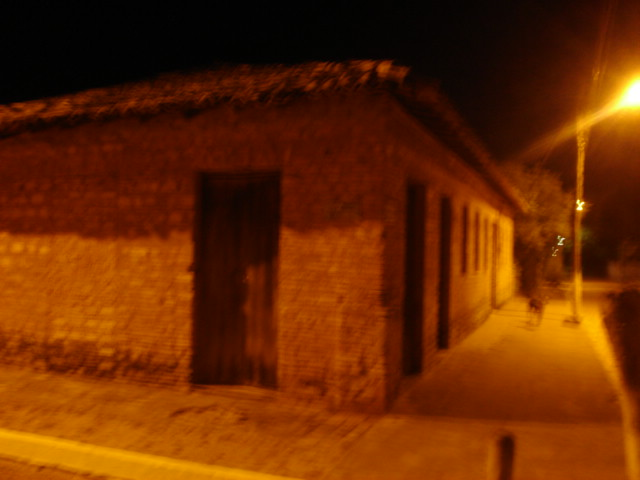
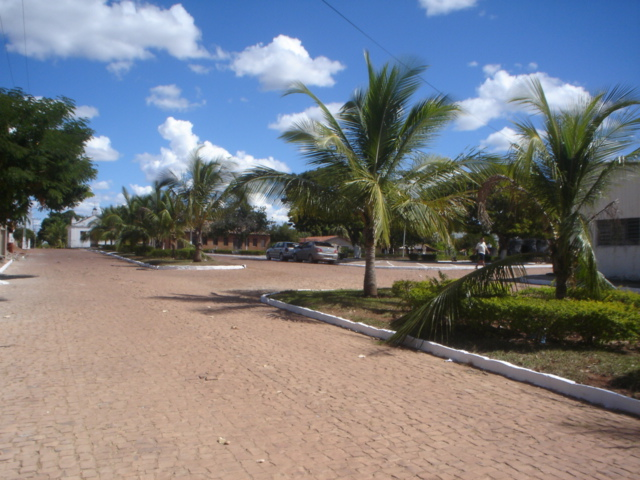
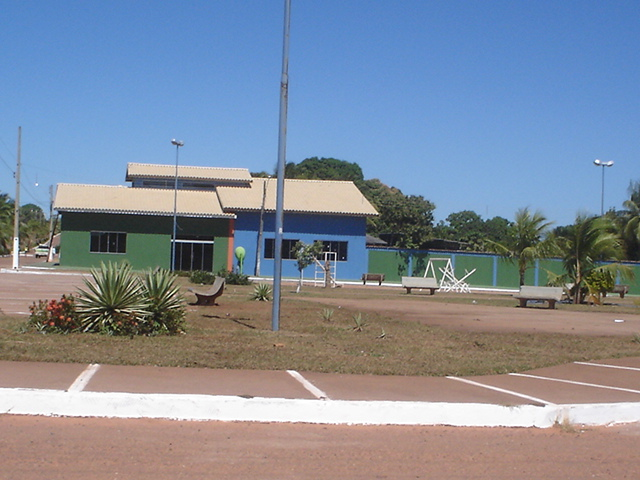
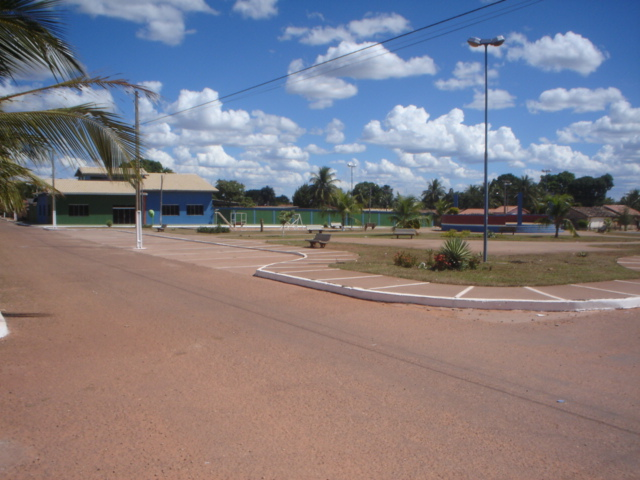
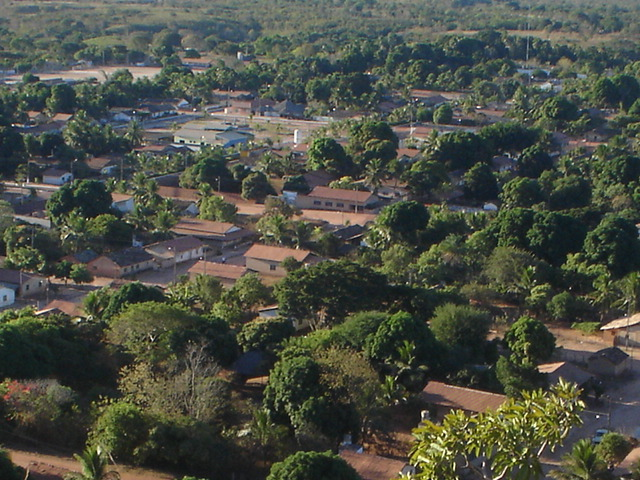
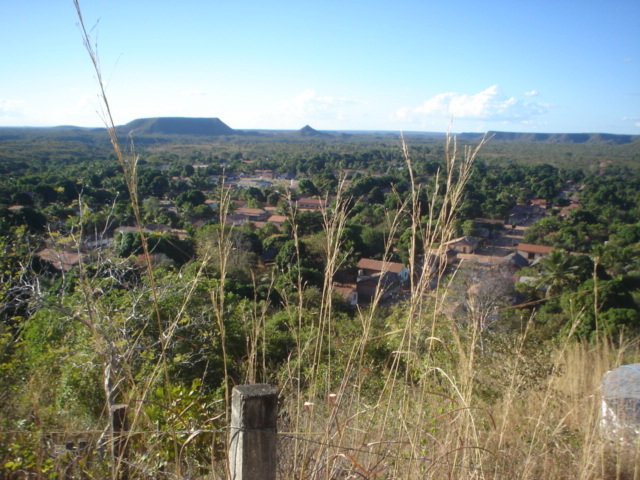
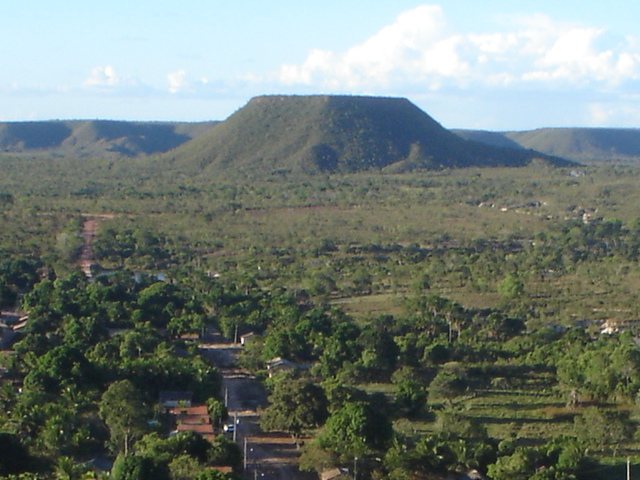
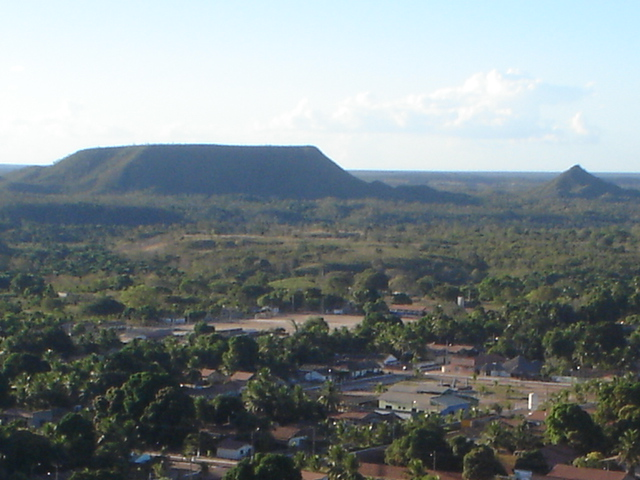
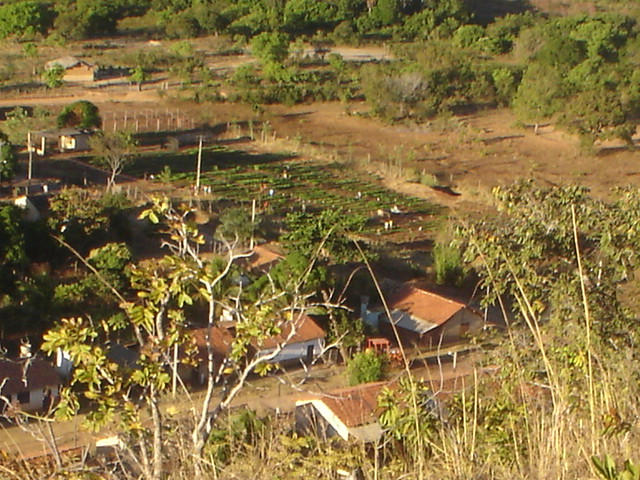
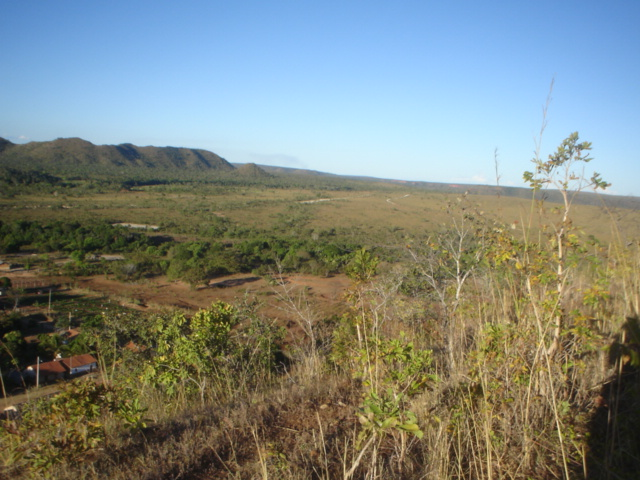
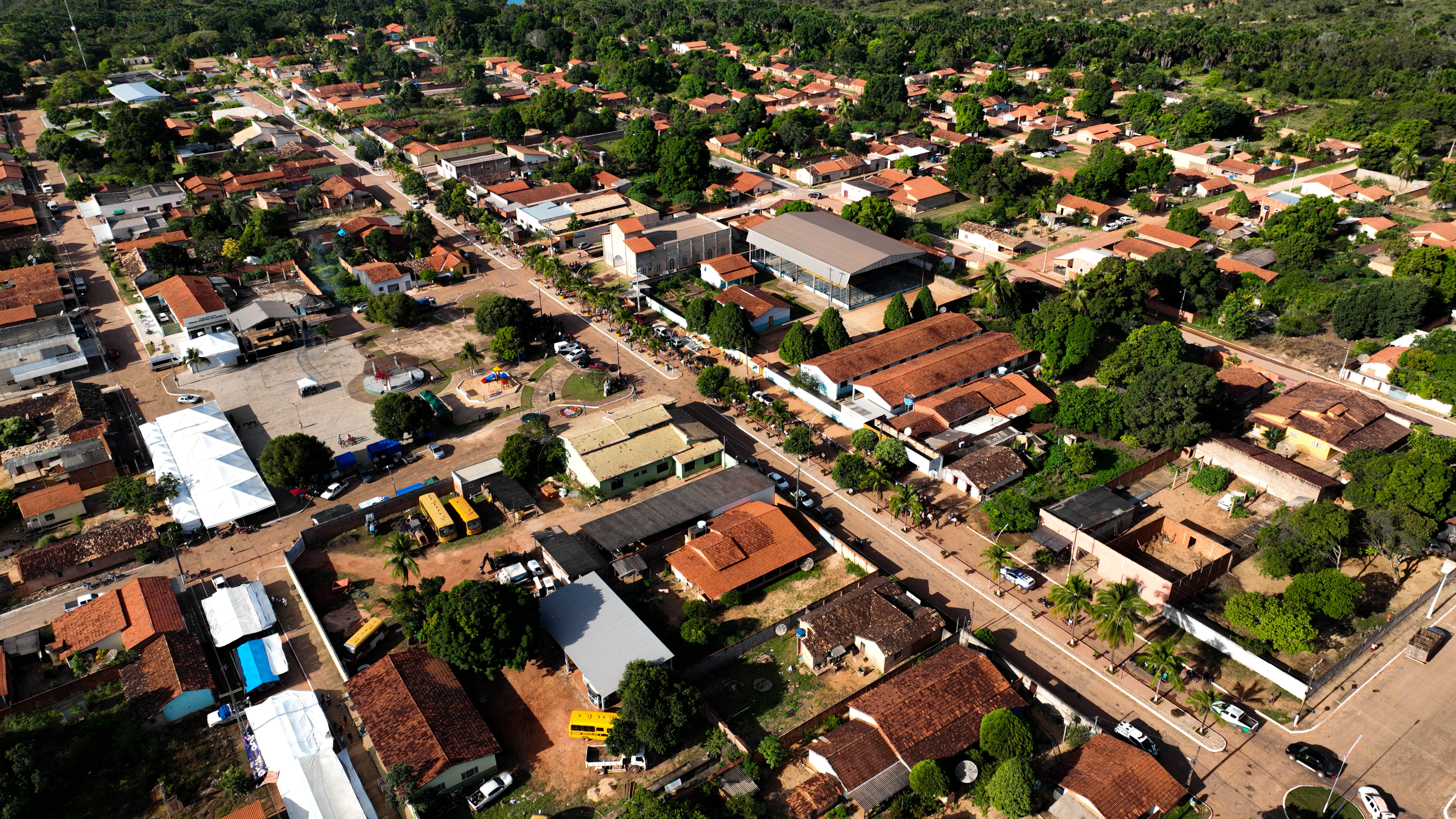